# إلين خلف
إلين خلف (8 أبريل 1974 -)، مغنية لبنانية.

## حياتها الخاصة
تزوجت مدنيا في قبرص من اللبناني كارلو إيلي أيوب بتاريخ 24 يوليو 2013، في أغسطس 2014 رزقت بمولودتها الأولى  ليفي
في أيلول 2023 أعلنت انفصالها عن زوجها وعودتها للساحة الفنية

## مشوارها المهني
حاصلة على شهادة في الحقوق عارض والدها دخولها الفن ولكن والدتها دفعتها إلى الغناء ولفتت نظرها إلى موهبتها، شاركت في برنامج «ليالي لبنان» عام 1983 وغنّت لأول مرّة أغنية «أرضك الكرامة» للفنانة «باسكال صقر» فلاقت استحسان لجنة التحيكم التي حصلت فيها على الميدالية الذهبية. ثمّ غنّت للرّاحلة «وردة الجزائرية» حيث توقع لها الشاعر «يونس الابن» مستقبلاً فنّياًً تابعت مسيرتها الفنية وعملت في المقاهي والمطاعم الكبرى إلى جانب المغنين الكبار وأصدرت أول ألبوما لها بالتعاون مع شركة ريلاكس إن. «خايفة منك»، عام 1996 وحقق نجاحا كبير بعد تجديدها لأغنية «يا صبابين الشاي» للفنانة طروب، لقبت «بسندريلا الأغنية العربية» ولقبها الإعلامي جورج إبراهيم الخوري «بسندريلا الطرب» أصدرت مع الشركة ستة ألبومات.كان يتولى إدارة أعمالها جيجي لامارا مدير أعمال نانسي عجرم الحالي لكنها إنفصلت عنه عام 2002 ليتولى إيلي عقيقي إدارة أعمالها وقعت بعدها عقداً مع شركة عالم الفن محسن جابر وأطلقت عام 2005 ألبوم صدفة لكنه لم يحقق انتشارا بسبب سياسية الاحتكار المتبعة من قبل الشركة، أطلقت بعدها أغاني منفردة
ابتعدت بعد ولادة ابنتها وانشغالها بحياتها الأسرية عن الساحة الفنية عام 2013 أصدرت أغنية منفردة بعنوان «ما قل ودل» ، في سبتمبر 2023 أطلقت أغنية «ما تقلي» من كلمات الشاعر إلياس ناصر، وألحان جورج مارديروسيان، وميكس وماسترينغ ميشال فاضل، إخراج زاك غصن

### مشاركتها في برنامج رقص النجوم
شاركت في برنامج رقص النجوم بمشاركة اللبناني «عبده دلول» لكنها خرجت في الحلقة قبيل عيد الميلاد في ديسمبر 2013

## ألبومات
| الألبوم      | العام | المنتج            |
| ------------ | ----- | ----------------- |
| خايفة منك    | 1996  | ريلاكس إن، روتانا |
| بساط الريح   | 1997  | ريلاكس إن         |
| يا زين       | 1998  | ريلاكس إن         |
| وايد وايد    | 1999  | ريلاكس إن         |
| دلع الحبايب  | 2000  | ريلاكس إن         |
| عز عليا      | 2001  | ريلاكس إن         |
| لو عندك كلام | 2002  | ريلاكس إن         |
| صدفة         | 2005  | عالم الفن         |

## فيديو كليبات
| الأغنية           | المخرج                     | المنتج       |
| ----------------- | -------------------------- | ------------ |
| دي ليلة           | أسامة حريق                 | ريلاكس إن    |
| ممكن              | شادي حنا                   | art الموسيقى |
| أجمل حب           | -                          | art الموسيقى |
| قولك              | ميرنا خياط، طوني أبو الياس | art الموسيقى |
| خايفة منك         | ميرنا خياط، طوني أبو الياس | art الموسيقى |
| يا صبابين الشاي   | أكرم قاووق                 | ريلاكس إن    |
| يا زين            | بيير سلوم                  | ريلاكس إن    |
| وايد وايد         | غي زحلان                   | ريلاكس إن    |
| روح يا سارق الروح | غي زحلان                   | ريلاكس إن    |
| يا حلاق اعملي غرة | سليم الترك                 | ريلاكس إن    |
| لا لي ليه         | سليم الترك                 | ريلاكس إن    |
| دلع الحبايب       | سليم الترك                 | ريلاكس إن    |
| عز عليا           | سليم الترك                 | ريلاكس إن    |
| حاولت انساك       | سليم الترك                 | ريلاكس إن    |
| لو عندك كلام      | سليم الترك                 | ريلاكس إن    |
| قالولك إيه        | سليم الترك                 | ريلاكس إن    |
| والله حرام        | سامح عبد العزيز            | دريم         |
| صدفة              | كارولين لبكي               | عالم الفن    |
| مني ليك           | سليم الترك                 | عالم الفن    |
| الوطن             | فادي حداد                  | ميلودي       |
| بعدك عالبال       | رندة علم                   | ميلودي       |
| فرحة عينيه        | رندلى قديح                 | ميلودي       |
| ما تقلي           | زاك غصن                    | الجازي       |
| شو توقعت          | بلال الحسامي               | الجازي       |

### أغاني منفردة
- (2003): قالولك إيه
- (2006): الوطن
- (2007): بعدك عالبال
- (2008): فرحة عينية
- (2013): ما قل ودل
- (2023): ما تقلي
- (2023): اخطفيني
- (2023): يا أخي لأ
- (2023): لعيونك أنت
- (2024): شو توقعت

## وصلات خارجية
- إلين خلف على موقع قاعدة بيانات الأفلام العربية
- إلين خلف على موقع ميوزك برينز (الإنجليزية)
- إلين خلف على موقع ديسكوغز (الإنجليزية)